# صوت البحرين (مجلة)
صوت البحرين كانت مجلة سياسية شهرية صدرت في المنامة، بالبحرين، بين عامي 1950 و1954. وكانت أول مطبوعة مستقلة للمثقفين البحرينيين. أرست المجلة الأساس للجنة التنفيذية العليا وهي حركة سياسية وطنية عابرة للطوائف في البحرين تأسست عام 1955 وألهمت منشورات أخرى بما في ذلك العشاء وهي مجلة ثقافية.

## التاريخ والملف الشخصي
تأسست مجلة صوت البحرين على يد المثقفين القوميين العرب التقدميين في عام 1950. ظهرت فكرة إنشاء المجلة لأول مرة في عام 1949 خلال اجتماع للناشطين السياسيين بقيادة عبد الرحمن الباكر. وكان مقر صوت البحرين في المنامة، وكانت تصدر شهريًّا. انتشرت المجلة في دول الخليج وقرأها أصحاب الأفكار التقدمية في أماكن متميزة، منها مدن الخليج، والرياض، ومكة، والمدينة، والقاهرة، والعراق، وبلاد الشام، واليمن، وتونس، وزنجبار، وكراتشي، ولندن. كان شيعة البحرين من أبرز مؤسسيها وداعميها، إذ كانوا متأثرين بالتيار القومي العربي وبالقضية الفلسطينية.

### المحررون
ومن أجل تجنب ضغوط الحكومة، عُين جيمس بيلجريف، ابن مستشار الملك تشارلز بيلجريف، في المجلة لإدارة الإعلانات والتوزيع. وبنفس الاهتمامات عُين إبراهيم حسن كمال الذي كان سكرتير وزير التربية والتعليم البحريني رئيسًا للتحرير. بدأ الصحفي البحريني المخضرم علي سيار مسيرته الصحفية في العدد الأول من المجلة. وكان أحد المساهمين الدائمين هو الناشط اليساري الشيعي السعودي من القطيف، عبد الرسول الجشي. وكان من بين المساهمين السعوديين أيضًا شيعي سعودي من القطيف اسمه محمد سعيد المسلم.
وكانت صوت البحرين تضم أيضًا مساهمات من النساء. وعلى الرغم من أن مساهمات النساء البحرينيات كانت محدودة للغاية، إلا أن الكاتبات العربيات الرائدات مثل اللبنانية روز غريب والشاعرة الفلسطينية فدوى طوقان ساهمن بشكل متكرر في المجلة. ساهم تشارلز بيلجريف أيضًا في صوت البحرين حيث شجع مصطلح الخليج العربي بدلًا من الخليج الفارسي وكان «أول غربي يستخدمه، ومن أكثر من شجعوا عليه».

### المحتوى والموقف السياسي
حاولت صوت البحرين إنشاء أجندة حداثية عربية إسلامية مناهضة للاستعمار من خلال تبادل الأفكار بين المثقفين التقدميين في المنطقة. تضمنت المجلة مقالات عن العدالة الاجتماعية والمساواة الاقتصادية ومناهضة الاستعمار ودعم فلسطين بالإضافة إلى الأحداث السياسية في المنطقة مثل الإضرابات العمالية في شركة أرامكو السعودية في أوائل الخمسينيات. لقد دعمت الوحدة القائمة على القومية وهدفت إلى تضييق الفجوة بين الطائفتين، المسلمين السنة والمسلمين الشيعة في البلاد، وأن الطائفية المشتعلة بينهما بعد استقلالهم هي فكر استعماري لن يجلب إلا الخراب العمراني والنفسي. وقد انتقد محررو المجلة بشدة شركة نفط البحرين (بابكو) التي يديرها الأجانب، ووصفوها بأنها شركة بابكو الاستبدادية ، ودولة صغيرة داخل البحرين، وشركة استعمارية تخدم مصالح غربية. وأشادت المجلة الشهرية بسقوط النظام الملكي في مصر عام 1952. ومن ناحية أخرى، نشرت العديد من شركات الطيران في العالم العربي إعلاناتها في مجلة صوت البحرين والتي شملت أيضًا الأعمال الأدبية.

### الإغلاق والإرث
توقفت مجلة صوت البحرين عن الصدور في عام 1954 بسبب ضغوط السلطات البريطانية على البحرين نتيجة لغزو بريطانيا وفرنسا وإسرائيل لقناة السويس، إذ كانت المجلة ذات رأي مناهض للعدوان، بل واستحضرت شواهد من الإرث الشيعي يشبه بريطانيا وإسرائيل بشرار العالم. صدر العدد الأخير من المجلة الشهرية في آب 1954. وفي العام نفسه، أُغلقَت صحيفة بحرينية أخرى، وهي القافلة، وذكر مستشار الملك، تشارلز بيلجريف، أن سبب هذه الإغلاقات هو «تعليقاتها المسيئة عن الدول الصديقة المجاورة، وليس ذا صلة بأي أحداث سياسية».
ألهمت مجلة صوت البحرين مجلة المعارضة السعودية العشاء التي نُشرت في الخبر في الفترة 1955-1957. في عام 2011، أنشأ المعارضون البحرينيون المقيمون في لندن مطبوعة ثنائية اللغة بعنوان صوت البحرين.